# 奥拉宁鲍姆登陆场

1941年9月12日苏德北部战线，最左侧的粉色区域就是奥拉宁鲍姆登陆场。

奥拉宁鲍姆登陆场是第二次世界大战东部战场北部战区在列宁格勒州境内芬兰湾南岸的一处苏军据守的敌后登陆场，苏德双方在此对峙攻守了两年另四个月。奥拉宁鲍姆登陆场是在列宁格勒包围圈内的最偏远的一个独立包围圈，人员物资补给与伤员后送，首先要靠拉多加湖从苏联大后方送入列宁格勒包围圈内，然后再经过芬兰湾东部的海运航路进出奥拉宁鲍姆登陆场。奥拉宁鲍姆登陆场的血腥持续争夺，对列宁格勒市区与苏联波罗的海舰队最后退守水域的安危具有决定意义。

## 历史
位于奥拉宁鲍姆附近，以克拉斯纳亚高尔卡要塞为核心。1941年9月，德军逼近列宁格勒，9月7日攻占芬兰湾南岸，切断了奥拉宁鲍姆与列宁格勒市区的陆上联系，形成了65 km长，最大纵深25 km的苏军退守的濒海登陆场。
1941年10月5日至10日，苏军发动了Strelna Peterhof战役，试图打通奥拉宁鲍姆登陆场与列宁格勒市区路上交通，但以失败告终。
苏联海军“阿芙乐尔”号巡洋舰锚泊在奥拉宁鲍姆附近，用装备的76毫米舰炮及临时安装的小高炮，与来袭的德国轰炸机展开作战，保护喀琅施塔得要塞南翼安全。 
1941年11月2日，苏军第8集团军的步兵第19军改组为涅瓦第二战役集群（2nd Neva Operations Group），在奥拉宁鲍姆登陆场组建了滨海战役集群（Coastal Operations Group），隶属于列宁格勒方面军，辖步兵第48师、海军步兵第2、第5旅。集群司令是步兵第19军前军长安东诺夫少将。
1942年2月德国第18集团军发动了进攻苏军奥拉宁鲍姆桥头堡的乞讨棍(Bettelstab)作战，未取得效果。
1942年滨海战役集群下辖步兵第48、98、168师，海军步兵部队，司令员为弗拉基米尔·罗曼诺夫斯基；1943年12月司令员改为伊万·伊万诺维奇·费久宁斯基。
1943年11月，苏联突击第2集团军开始调入奥拉宁鲍姆登陆场。

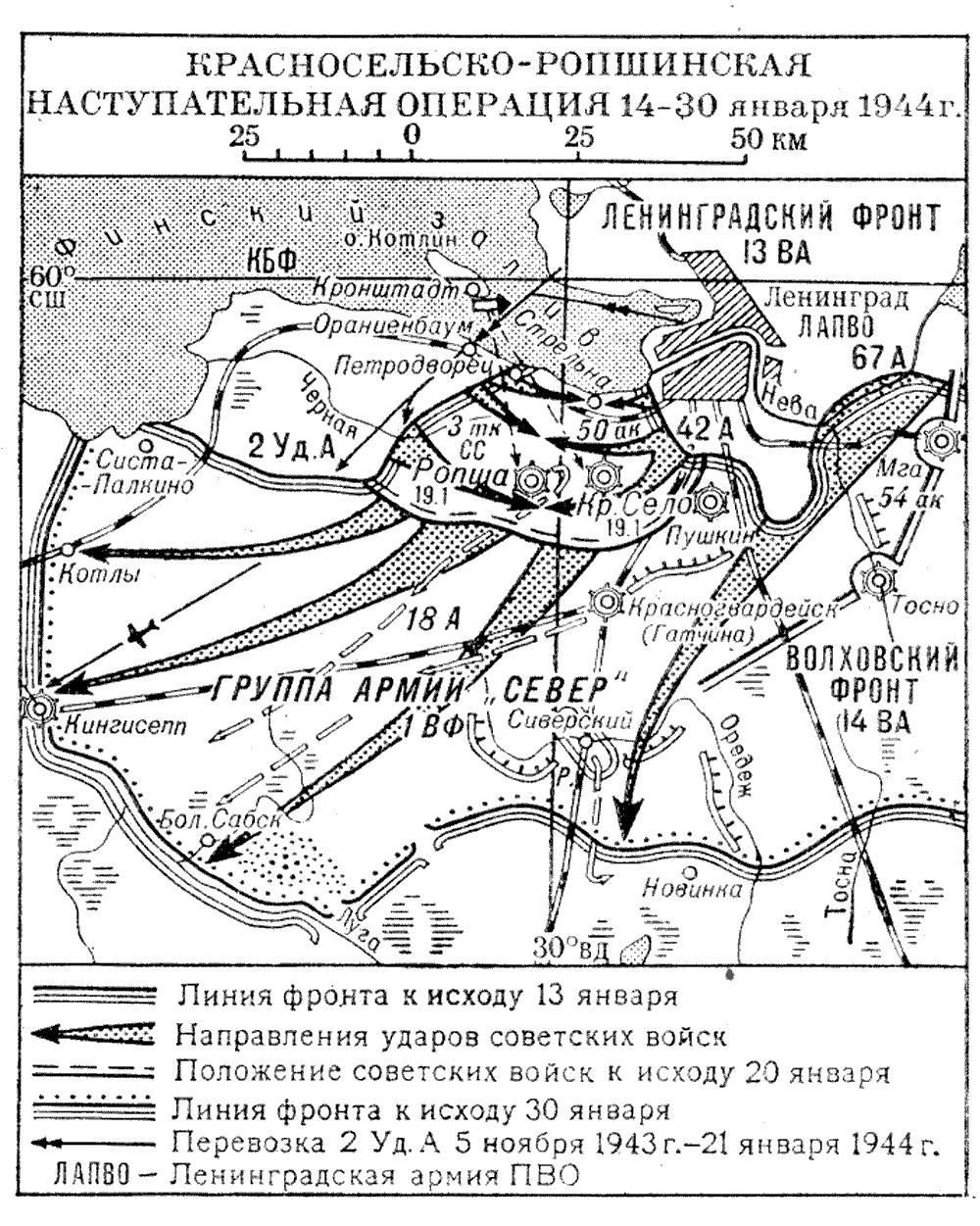
红村-罗普夏进攻战役

1944年1月14日，苏军发动了十次突击的第一次突击：列寧格勒-諾夫哥羅德进攻战役的红谢洛—罗普沙进攻战役，突击第2集团军发起进攻，切断了列宁格勒市区地域德军的退路。

## 纪念碑
当地建有数座纪念碑。